# Stefano Missio
Stefano Missio est un réalisateur italien de films documentaires d'auteur né le 1er avril 1972 à Udine en Italie.

## Biographie
Stefano Missio s'est fait remarquer en 1997 avec le film Quand l'Italie n'était pas un pays pauvre, un moyen-métrage documentaire présenté au Torino Film Festival. Depuis, il a réalisé des films en pellicule et en numérique. Depuis 2000 il dirige le site internet ildocumentario.it.
Il vit et travaille à Paris.

## Filmographie
- 1997 : Quand l'Italie n'était pas un pays pauvre (Quando l'Italia non era un paese povero)
- 1998 : Siamo troppo sazi
- 2000 : Succès à l'italienne (Scusi, dov’è il Nord Est?)
- 2005 : Il Ponte
- 2006 : La République des Trompettes
- 2007 : Che Guevara - Mort et légende d'un révolutionnaire